# Chiesa di San Lorenzo Martire (Forgaria nel Friuli)
La chiesa di San Lorenzo Martire è la parrocchiale di Forgaria nel Friuli, in provincia e arcidiocesi di Udine; fa parte della forania del Friuli Collinare.

## Storia
All'origine probabilmente Forgaria ricadeva nella giurisdizione della pieve d'Osoppo, per poi diventare pieve autonoma nel XII secolo.

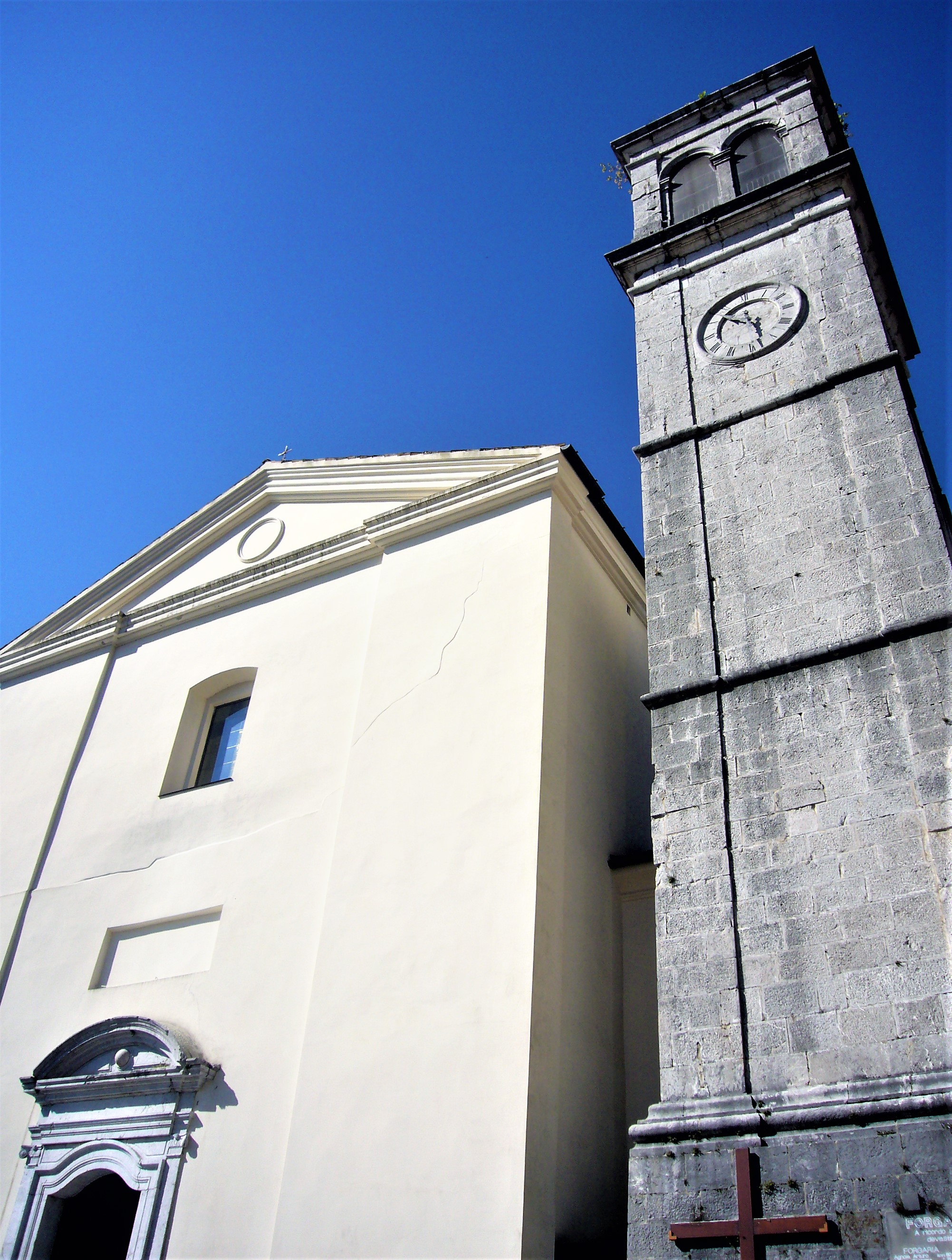
La chiesa con il campanile

Tuttavia, la prima citazione della pieve di Forgaria nel Friuli risale appena al 1247 ed è da ricercare in un documento dal quale s'apprende che a servizio della cura d'anime erano preposti il pievano e un vicario; una siffatta situazione si riscontra in un atto del 1296.
Tale pieve, che era inserita nell'arcidiaconato superiore, aveva come filiali le chiese di San Rocco, di Flagogna e a partire dal Quattrocento anche di Cornino; confinava con tre altre pievi del patriarcato di Aquileia, ovvero quelle di Osoppo, di Ragogna e di Buia, e con una della diocesi di Concordia, cioè quella di Vito d'Asio.
Tra il 1673 e il 1675 il coro, parte della navata ed il tetto della pieve furono oggetto di una ricostruzione da parte del carnico Gio Batta Gonano e dei suoi eredi.

Nel 1781 iniziò l'edificazione della torre campanaria, portata a compimento nel 1796.
La prima pietra dell'attuale parrocchiale venne posta nel 1837; la nuova chiesa fu completata nel 1840 e consacrata dall'arcivescovo di Udine Andrea Casasola il 6 dicembre 1868.
Il terremoto del Friuli del 1976 devastò sia la chiesa che il campanile; quest'ultimo venne ristrutturato tra il 1984 e il 1986, mentre la parrocchiale, sottoposta ad un generale intervento di ripristino, tornò agibile solamente nel 2009.

## Descrizione

### Facciata
La facciata della chiesa è divisa in tre parti, la centrale delle quali è leggermente rientrante rispetto alle due laterali, e presenta il portale lapideo caratterizzato dalla modanatura e dal timpano curivilineo, una nicchia di forma rettangolare e, sopra, una finestra dotata di un arco ribassato; a coronare il tutto è il timpano triangolare, all'interno del quale è presente un oculo murato.

### Interno
L'interno della chiesa è ad un'unica navata, caratterizzata dal cornicione, sopra il quale s'imposta il soffitto a botte, da cappelle laterali e da nicchie; l'aula termina con il presbiterio, rialzato di tre gradini, voltato anch'esso a botte e chiuso dall'abside semicircolare.